# Apoštolská nunciatura

Znak Svatého stolce

Mezinárodní vztahy Svatého stolce :

Apoštolská nunciatura (latinsky Nuntiatura apostolica) je diplomatický zastupitelský úřad Svatého stolce (Vatikánu).
V čele úřadu stojí apoštolský nuncius, který je odpovědný za zastupování zájmů Svatého stolce v zahraničí a je ekvivalentem velvyslance.
Výraz nunciatura zároveň označuje rezidenci nuncia, představuje tak ekvivalent termínu velvyslanectví.

## Historie
V 16. století vznikaly papežské nunciatury jako trvalé instituce vyslanců Svatého stolce, zpočátku u katolických královských dvorů. Za nejstarší instituci tohoto typu je považována nunciatura ve Vídni zřízená roku 1529 na dvoře římského císaře a českého krále Ferdinanda I. Další zastoupení Papežského státu existovala Štýrském Hradci, v Madridu nebo u kurfiřtských dvorů.
Od roku 1701 se diplomaté Svatého stolce na svůj úřad připravují na Papežské církevní akademii.

## Poslání a funkce

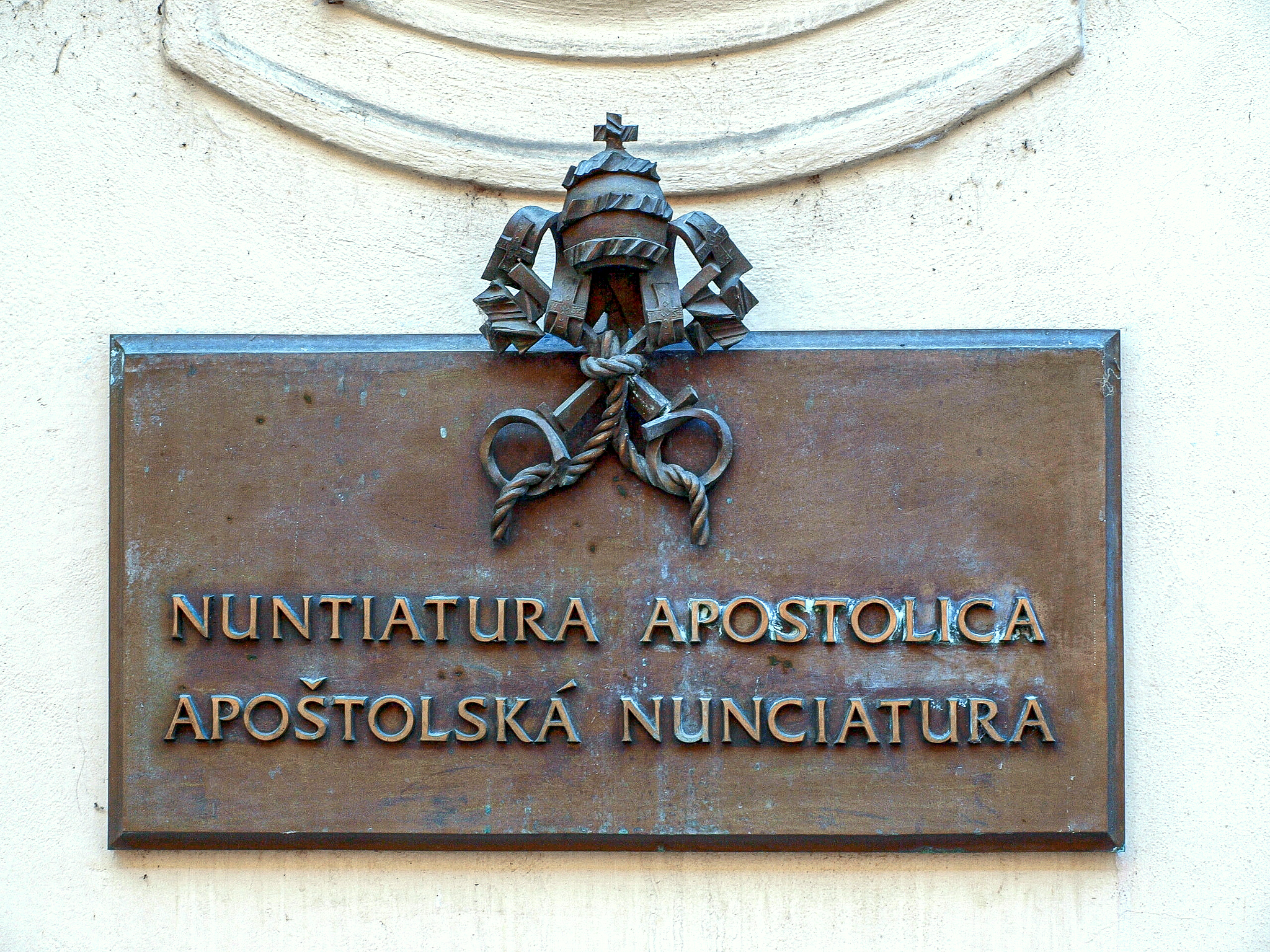
Apoštolská nunciatura v Česku

Nunciové jsou (obvykle titulární) biskupové katolické církve a do funkce jsou přímo jmenováni papežem, který je hlavou státu Vatikán. Nuncius by neměl být starší 75 let.
Od Vídeňského kongresu v roce 1815 je ve většině států apoštolský nuncius považován za „přirozeného doyena“ diplomatického sboru. Díky své akreditaci požívá v hostitelské zemi obvyklé diplomatické imunity.